# Sex&Drugs&Rock&Roll
Sex&Drugs&Rock&Roll è una serie televisiva statunitense creata dall’attore e cantante Denis Leary e andata in onda tra il 2015 e il 2016 su FX.

## Trama
Il cinquantenne Johnny Rock era una volta il cantante dei The Heathens, una rock band emergente della fine degli anni ‘80 e dei primi anni ‘90 scioltasi dopo l’uscita di un solo album, principalmente a causa della sua vita di eccessi. 25 anni dopo, Rock lotta per sopravvivere nell’industria musicale. Gli viene data una seconda possibilità, tuttavia, quando scopre di avere una figlia di 21 anni di nome Gigi, nata da una relazione con una cantante. Gigi si trasferisce a New York per diventare una musicista e gli fa una proposta: se suo padre riformerà gli Heathens, lei lo sostituirà come cantante principale, la band cambierà nome in The Assassins e lui rimarrà a bordo come lead songwriter della band e come maestro per Gigi. Johnny sperimenta così le sfide di un’affascinante rock star in un panorama musicale alimentato da hip hop e pop, oltre a prendersi cura di qualcuno di diverso da lui.

## Personaggi e interpreti

### Personaggi principali
- Johnny Rock, interpretato da Denis Leary.
 L’ex cantante principale dei The Heathens.
- Josiah Bacon, interpretato da John Corbett.
 L’ex chitarrista dei The Heathens. Ha suonato regolarmente con Lady Gaga
- Gigi Rock, interpretata da Elizabeth Gillies.
 La cantante principale dei The Assassins e anche figlia di Johnny.
- Hector Jimenez, interpretato da Robert Kelly
 L’ex batterista dei The Heathens e ora batterista dei The Assassins.
- Ava Delany, interpretata da Elaine Hendrix
 L’ex cantante di riserva dei The Heathens. È la fidanzata di Johnny.
- Sonny Silverstein, interpretato da John Ales
 L’ex bassista dei The Heathens e ora bassista dei The Assassins

### Personaggi ricorrenti
- Ira Feinbaum, interpretato da Josh Pais
 L’ex manager dei The Heathens e ora manager dei The Assassins.
- Cat Zakarian, interpretata da Callie Thorne
 Cantautrice, ex cantante di scorta dei The Heathens, madre di Gigi. È stata la fiamma di Johnny.
- Brook Lanley, interpretato da Eric Sheffer Stevens
 Un produttore hip-hop.
- Davvy O’Dell, interpretata da Rebecca Naomi Jones
- Naoh Perkins, interpretato da Mark Gessner

## Episodi
| Stagione         | Episodi | Prima TV USA | Prima TV Italia |
| ---------------- | ------- | ------------ | --------------- |
| Prima stagione   | 10      | 2015         | inedita         |
| Seconda stagione | 10      | 2016         | inedita         |